# Tenshin Nasukawa
Tenshin Nasukawa (japonais : 那須川 天心), né le 18 août 1998 à Matsudo, est un combattant de kick-boxing et d'arts martiaux mixtes japonais. Reconnu comme l'un des meilleurs kickboxeurs, il est connu pour être invaincu dans ce sport dans les rangs professionnels avec des victoires contre Rodtang Jitmuangnon ou encore Amnat Ruenroeng. Combattant pour l’organisation Rizin Fighting Federation, la vedette japonaise affronte le boxeur Floyd Mayweather, Jr. le 31 décembre 2018 dans une exhibition de boxe anglaise qui tourne à la démonstration et à l’humiliation en sa défaveur. 
En 2023, le multiple champion du monde de kick-boxing entame une carrière de professionnel en boxe anglaise par une victoire.

## Biographie
Tenshin Nasukawa est un jeune combattant gaucher à la crête blonde considéré un prodige du kick-boxing au crochet gauche éclair.
Le 31 décembre 2018, Tenshin Nasukawa se retrouve dans le ring avec Floyd Mayweather, Jr. dans ce qui est supposée être une exhibition pour le divertissement. Le boxeur américain, âgé de 41 ans, donne une démonstration au jeune combattant, et l’envoie au sol à trois reprises en deux minutes, ce qui force le coin de Nasukawa à jeter l’éponge,.
En juin 2022, Tenshin Nasukawa domine son rival japonais Takeru Segawa (en) devant 56 399 spectateurs au Tokyo Dome, vainqueur d'une décision unanime au terme de cinq reprises, améliorant son record à 42 victoires pour aucune défaite en kick-boxing. L'événement, dernier combat de kick-boxing de Tenshin avant une transition annoncée vers la boxe anglaise, est l’un des plus attendus ; les places au premier rang s'achètent à trois millions de yens et la recette de billetterie s'élève à plus de 25 millions de dollars.